# Lac Arnold
Lac Arnold är en sjö i Kanada.   Den ligger i regionen Estrie och provinsen Québec, i den sydöstra delen av landet, 400 km öster om huvudstaden Ottawa. Lac Arnold ligger 751 meter över havet. Arean är 0,88 kvadratkilometer. Den sträcker sig 1,7 kilometer i nord-sydlig riktning, och 0,9 kilometer i öst-västlig riktning.
I omgivningarna runt Lac Arnold växer i huvudsak blandskog. Trakten runt Lac Arnold är nära nog obefolkad, med mindre än två invånare per kvadratkilometer.